# 陳義順
陳義順（1907年—1942年2月16日），號哲生，臺灣雲林土庫人，臺灣抗日人物，在香港日佔時期以《香港日報》記者身份從事抗日，殉身後於家鄉立銅像紀念。

## 生平
陳義順生於1907年，出身土庫鎮下庄望族，陳威長子。
陳義順於臺南長榮中學畢業後即赴日，在同志社中學、早稻田大學讀書。就讀早稻田大學時，旋值九一八事變，乃聯合留日臺灣青年，秘密從事抗日活動。不久，他轉往中華民國上海市，參加革命組織，在中國國民黨台灣黨部籌備處擔任組織科長，為謝東閔同事。上海攻陷後，即化名「陳敏行」潛入英屬香港，滲入日本人所辦《香港日報》，以記者身分作掩護從事抗日工作。1941年，中國國民黨成立台灣省黨部籌備處時，他在香港除受命為組織科長外，另以文化協會為掩護，更推展抗日運動。
曾與陳義順在國民黨台灣省黨部籌備處共事的謝東閔回憶說，當1941年香港保衛戰時，他曾勸一起潛回，但陳義順堅持不肯。1942年1月29日，陳義順在日佔香港被日本台灣總督府派駐香港特務人員所捕獲並押回臺灣。1942年2月16日，陳義順遭處死。

## 紀念
日本戰敗後，陳義順入祀新竹忠烈祠。
1973年11月18日，時任省主席的謝東閔，在省議員張賢東陪同下，探望陳義順遺族。當時，謝東閔允撥專款新台幣三十萬元，興建紀念碑和銅像，由土庫鎮長謝永輝等地方人士合力負責籌建工作。1975年11月9日上午，陳義順銅像於土庫鎮中山路與光明路交叉的圓環舉行落成典禮時，謝東閔親自致詞，雲林縣長林恆生、民政廳長陳時英、地方各界人士一千多人場觀禮。
2008年中華民國立法委員選舉期間，2007年8月7日，立委參選人張嘉郡、鎮長張源鐘、為陳義順立碑的前鎮長謝永輝與及各界人士前往銅像憑弔。